# Велико Убельсько
Велико Убельско (словен. Veliko Ubeljsko) — поселення в общині Постойна, Регіон Нотрансько-крашка, Словенія. Висота над рівнем моря: 587,9 м.